# Alphonse Chevallier
Pour les articles homonymes, voir Chevallier.
Jean-Baptiste Alphonse Chevallier (né à Langres le 19 juillet 1793 et mort à Paris le 29 novembre 1879) est un chimiste français, pionnier de la médecine légale et de la toxicologie. Ses recherches, consignées dans son Dictionnaire des altérations et falsifications des substances alimentaires, médicamenteuses et commerciales (1850-52, 2 vol.), ont ouvert la voie à la détection du frelatage des aliments et des médicaments.

## Biographie
Chevallier fut envoyé à Paris à l'âge de 14 ans comme apprenti du pharmacien P.-F. Boullay. Simultanément, il assistait Vauquelin au laboratoire du Muséum National d'Histoire Naturelle. Enrôlé en 1812 dans la Grande Armée, il fut blessé à la Bataille de Leipzig (16–19 octobre 1813). De retour à Paris, il travailla dans les hôpitaux Saint-Louis, La Pitié et Cochin et obtint le diplôme de l’École de Pharmacie de Paris. Élu membre de l’Académie de Médecine (1824), il put s'établir à son compte en 1835 et créa un laboratoire d'analyse médicale au Quai Saint-Michel. Depuis 1831, il était conseiller de la ville de Paris pour les questions d'hygiène : il proposa notamment de désinfecter les égouts de la capitale avec de l'eau de Javel. Rédacteur en chef et contributeur actif des Annales d'hygiène publique et de médecine légale de 1831 à sa mort,,, il fut, comme Payen, expert légal et intervint notamment dans une affaire d'empoisonnement à l'acétate de morphine, dont il n'hésita d'ailleurs pas à rechercher les symptômes sur lui-même. En 1848 il compara la qualité des farines de Paris, Londres et Montpellier ; il détecta la présence d'arséniures dans la nappe phréatique de Bussang-sur-Orge, et s'intéressa aux trafics des industriels de la confiserie (1871).